# Friedrichshafen

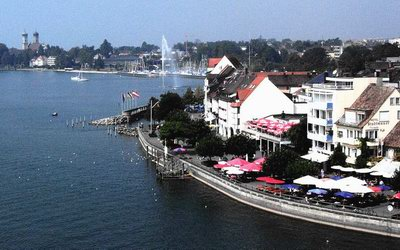
Vista de Friedrichshafen

Friedrichshafen és una ciutat d'Alemanya que pertany a l'estat de Baden-Württemberg, districte de Bodensee. Està situada a la riba nord del llac Constança (Bodensee), al sud d'Alemanya, molt a prop de les fronteres amb Suïssa i Àustria.